# Ophion fallax
Ophion fallax är en stekelart som beskrevs av Olivier 1811. Ophion fallax ingår i släktet Ophion och familjen brokparasitsteklar. Inga underarter finns listade i Catalogue of Life.